# Discografie van Herbie Mann
Dit is een discografie van Herbie Mann. De jazzfluitist en klarinettist nam in het begin van zijn loopbaan op voor een aantal jazzlabels, tot hij in 1961 een platencontract kreeg bij Atlantic Records. Hij nam hiervoor op tot in de jaren 70, inclusief voor het label's sublabel Cotillion Records waar hij een eigen imprint had, Embryo Records. Mann leidde ook twee onafhankelijke labels: Herbie Mann Music (de jaren 80) en Kokopelli Records (de jaren 90). Minder belangrijke heruitgaven worden niet vermeld.

## Discografie

### Als leider
- 1955: Flamingo (Bethlehem)
- 1955: The Herbie Mann-Sam Most Quintet (Bethlehem) met Sam Most
- 1954-56: Herbie Mann Plays (Bethlehem), ook uitgekomen onder de titel Epitome of Jazz
- 1956: Love and the Weather (Bethlehem)
- 1956: Mann in the Morning (Prestige), ook uitgekomen onder de titel Herbie Mann in Sweden
- 1956: Herbie Mann with the Wessel Ilcken Trio (Epic), ook uitgekomen onder de titel Salute to the Flute
- 1957: Flute Flight  (Prestige) - met Bobby Jaspar
- 1957: Flute Soufflé (Prestige) - met Bobby Jaspar
- 1957: Sultry Serenade (Riverside)
- 1957: Salute to the Flute (Epic)
- 1957: The Jazz We Heard Last Summer (Savoy) - splitalbum met Sahib Shihab
- 1957: Mann Alone (Savoy)
- 1957: Yardbird Suite (Savoy)
- 1957: Great Ideas of Western Mann (Riverside)
- 1957: Flute Fraternity (Mode) - met Buddy Collette
- 1957: The Magic Flute of Herbie Mann (Verve)
- 1958: Just Wailin'  (New Jazz) - met Charlie Rouse, Kenny Burrell en Mal Waldron
- 1959: Flautista!  (Verve)
- 1959: Herbie Mann's African Suite (United Artists), ook uitgekomen onder de titel St. Thomas
- 1960: Flute, Brass, Vibes and Percussion (Verve)
- 1960: The Common Ground (Atlantic)
- 1960: This Is My Beloved, muziek voor het door Laurence Harvey voorgedragen gedicht This Is My Beloved, van Walter Benton (Atlantic)
- 1961: The Family of Mann (Atlantic)
- 1961: Herbie Mann at the Village Gate (Atlantic)
- 1961: Herbie Mann Returns to the Village Gate (Atlantic), uitgekomen in 1963
- 1962: Right Now (Atlantic)
- 1962: Brazil, Bossa Nova & Blues (United Artists), ook uitgekomen onder de titel Brazil Blues
- 1962: Nirvana (Atlantic) - met Bill Evans
- 1962: Do the Bossa Nova with Herbie Mann (Atlantic)
- 1963: Herbie Mann Live at Newport (Atlantic)
- 1964: Latin Fever (Atlantic)
- 1965: My Kinda Groove (Atlantic)
- 1965: Herbie Mann Plays The Roar of the Greasepaint – The Smell of the Crowd (Atlantic)
- 1965: Standing Ovation at Newport (Atlantic)
- 1965: Latin Mann (Columbia), ook uitgekomen onder de titel Big Boss Mann
- 1966: Monday Night at the Village Gate (Atlantic)
- 1966: Today! (Atlantic)
- 1966: Our Mann Flute (Atlantic)
- 1966: New Mann at Newport (Atlantic)
- 1966: Impressions of the Middle East (Atlantic)
- 1966: A Mann & A Woman (Atlantic) met Tamiko Jones
- 1967: The Beat Goes On (Atlantic)
- 1967: The Herbie Mann String Album (Atlantic)
- 1967: Glory of Love (A&M/CTI)
- 1967: The Wailing Dervishes (Atlantic)
- 1968: Windows Opened (Atlantic)
- 1968: The Inspiration I Feel (Atlantic)
- 1968: Memphis Underground (Atlantic)
- 1968: Concerto Grosso in D Blues (Atlantic)
- 1969: Live at the Whisky a Go Go (Atlantic)
- 1969: Stone Flute (Embryo)
- 1970: Muscle Shoals Nitty Gritty (Embryo)
- 1971: Memphis Two-Step (Embryo)
- 1971: Push Push (Embryo)
- 1972: Mississippi Gambler (Atlantic)
- 1972: Hold On, I'm Comin' (Atlantic)
- 1973: Turtle Bay (Atlantic)
- 1974: London Underground (Atlantic)
- 1974: Reggae (Atlantic)
- 1974: First Light (Atlantic) (als The Family of Mann)
- 1975: Discothèque (Atlantic)
- 1975: Waterbed (Atlantic)
- 1976: Surprises (Atlantic) met Cissy Houston
- 1976: Reggae II (Atlantic)
- 1976: Bird in a Silver Cage (Atlantic)
- 1976: Gagaku & Beyond  (Finnadar/Atlantic)
- 1977: Herbie Mann & Fire Island (Atlantic)
- 1978: Brazil: Once Again (Atlantic)
- 1978: Super Mann (Atlantic)
- 1978: Yellow Fever (Atlantic)
- 1979: Sunbelt (Atlantic)
- 1980: All Blues/Forest Rain (Herbie Mann Music) (live direct to disc recording, opgenomen in de Great American Music Hall)
- 1981: Mellow (een track met Cissy en Whitney Houston) (Atlantic)
- 1983: Astral Island (Atlantic)
- 1985: See Through Spirits (Atlantic)
- 1987: Jasil Brazz
- 1989: Opalescence (Kokopelli)
- 1990: Caminho De Casa (Chesky)
- 1992: Deep Pocket (Kokopelli)
- 1994: Copacabana (Saludos Amigos)
- 1994: The Evolution of Mann – The Herbie Mann Anthology (Rhino/Atlantic) (compilatie-dubbel-CD)
- 1995: Peace Pieces (Kokopelli)
- 1997: America Brasil
- 1997: 65th Birthday Celebration: Live at the Blue Note in New York City
- 2000: Eastern European Roots
- 2000: African Mann Chord
- 2004: Beyond Brooklyn (MCG Jazz) met Phil Woods, Gil Goldstein, Jay Ashby[1]

### Als 'sideman'
met Chet Baker
- Chet Baker Introduces Johnny Pace (Riverside, 1958) - met Johnny Pace
- Chet (Riverside, 1958)
- Chet Baker Plays the Best of Lerner and Loewe (Riverside, 1959)

met Count Basie
- String Along with Basie (Roulette, 1960)

met Art Blakey
- Orgy in Rhythm (Blue Note, 1957)

met Sarah Vaughan en Clifford Brown
- Sarah Vaughan with Clifford Brown (EmArcy, 1954)

met Air
- Air (1971)

met Hank Jones
- Bluebird (Savoy, 1955)

met Philly Joe Jones
- Drums Around the World (Riverside, 1959)

met Michel Legrand
- Legrand Jazz (Columbia 1959)
- Scarlet Ribbons (Columbia 1959)

met Mundell Lowe
- TV Action Jazz! (RCA Camden, 1959)

met Carmen McRae
- Carmen McRae (Bethlehem, 1955)

met Machito and His Afro Cuban Jazz Ensemble
- Machito with Flute to Boot (Roulette, 1959)

met Howard McGhee
- Life Is Just a Bowl of Cherries (Bethlehem, 1956)

met Paul Quinichette
- Moods (EmArcy, 1954)

met Pete Rugolo
- Rugolomania (Columbia, 1955)
- New Sounds by Pete Rugolo (Harmony, 1954-55, uitgekomen in 1957)

met A. K. Salim
- Flute Suite (Savoy, 1957) met Frank Wess

met The Atlantic Family
- The Atlantic Family Live at Montreux (1977)

met Billy Taylor
- Billy Taylor with Four Flutes (Riverside, 1959)